# دهستان ملارد جنوبی
دهستان ملارد جنوبی یکی از دهستان‌های بخش مرکزی شهرستان ملارد در استان تهران ایران است.

## جمعیت
براساس سرشماری مرکز آمار ایران در سال ۱۳۹۵، جمعیت آن ۱۲٬۳۹۹ نفر (در ۱۲٬۳۹۹ خانوار) بوده‌است.